# Seicercus soror
El mosquitero soror (Seicercus soror) es una especie de ave paseriforme de la familia Phylloscopidae propia del este de Asia. 

## Distribución y hábitat
El mosquitero de soror es un pájaro migratorio que cría en el centro y este de China, y viaja al sur para pasar el invierno en Indochina y la península malaya. Su hábitat natural son los bosques templados y los bosques húmedos subtropicales.